# Wiktorija Burenok
Wiktorija Wasyliwna Burenok (ukr. Вікторія Василівна Буренок; ur. 4 października 1965 w Kramatorsku) – ukraińska koszykarka, występująca na pozycji niskiej skrzydłowej, reprezentantka kraju, olimpijka.

## Osiągnięcia
Na podstawie, o ile nie zaznaczono inaczej.

### Reprezentacja
- Mistrzyni Europy (1995)[2]
- Uczestniczka:
  - igrzysk olimpijskich (1996 – 4. miejsce)[3]
  - mistrzostw Europy (1995, 1997 – 10. miejsce, 2001 – 11. miejsce, 2003 – 11. miejsce)[4][5][6]
  - kwalifikacji do Eurobasketu (1999, 2001, 2003)